# Antoine Georges François de Chabaud-Latour
Pour les articles homonymes, voir Chabaud et Chabaud-Latour.
Antoine Georges François, baron de Chabaud-Latour, né en 1769 à Paris et mort en 1832 dans cette même ville est un homme politique français.

## Biographie
Fils d'Antoine Chabaud, seigneur de La Tour, colonel, ingénieur des ponts et chaussées et directeur du Génie, il entra, en 1788, comme lieutenant en second dans l'arme du génie, et passa, l'année suivante, dans le régiment de Rohan-infanterie. Il commanda, en 1791, une légion de la garde nationale de Nîmes. Afin de seconder le mouvement fédéraliste, il se mit à la tête d'un corps de volontaires, fut arrêté, condamné à mort par le tribunal révolutionnaire de Nîmes, et, sur le point de monter à l'échafaud, put s'évader sous les habits de sa femme qui avait obtenu de le voir dans sa prison. Rentré en France après la chute de Robespierre, il vivait dans la retraite, lorsque le département du Gard l'élut au Conseil des Cinq-Cents, le 22 germinal an V. Il s'associa au coup d'État du 18 Brumaire, fut nommé, le lendemain, membre de la commission chargée de rédiger la nouvelle Constitution, entra au Tribunat le 4 nivôse an VIII, y, vota l'établissement de l'Empire, et fut décoré de la Légion d'honneur le 4 frimaire an XII.

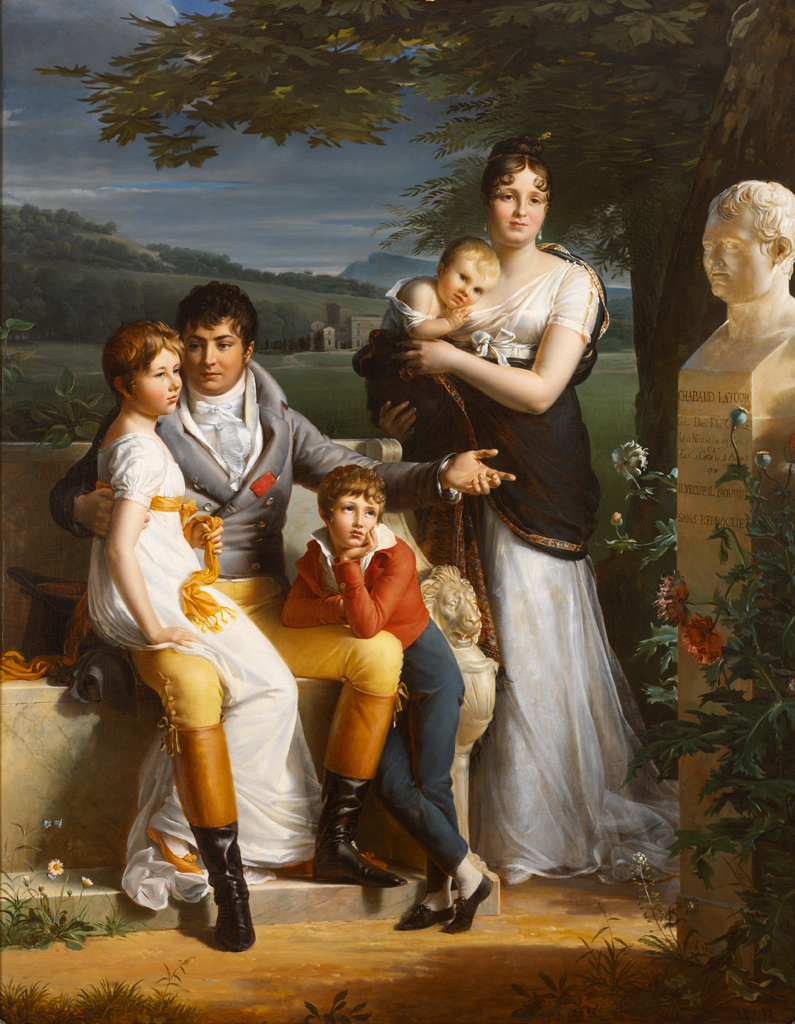
Jacques-Luc Barbier-Walbonne, Portrait d'Antoine-Georges-François de Chabaud-Latour et sa famille, 1806

Après la suppression du Tribunat en 1807, l'empereur le créa chevalier de l'Empire le 11 août 1808, et le Sénat conservateur le choisit comme député du Gard au Corps législatif, le 6 janvier 1813. À la première Restauration, membre de la commission de préparation de la Charte, il s'opposa, à l'expulsion des députés des pays enlevés à la France par le traité de Paris. Il fut promu officier de la Légion d'honneur le 19 octobre 1814, se retira à Nîmes pendant les Cent-Jours, protégea ses coreligionnaires contre les mouvements qui suivirent dans le midi la seconde Restauration, fut créé baron par Louis XVIII le 22 novembre 1817, et rentra à la Chambre, le 26 octobre 1818, élu dans le collège de département du Gard. Réélu dans le 2e arrondissement électoral du Gard, le 23 janvier 1825, par 176 voix sur 194 votants, en remplacement du comte de Vignole, décédé, il continua à siéger dans l'opposition modérée, et défendit en toute occasion les libertés garanties par la Charte. Le 17 janvier 1831, les électeurs du 3e collège électoral du Gard, l'envoyèrent à la Chambre, par 113 voix sur 118 votants, en l'emplacement du duc d'Uzès, démissionnaire ; il mourut pendant la session. Il est inhumé au cimetière du Père-Lachaise (35e division).
Beau-frère de Henri Verdier de Lacoste, il est le père du général-baron François de Chabaud-Latour et de Rosine de Chabaud-Latour.

## Pour approfondir